# دریاچه تورنا
دریاچه تورنا (ترکی استانبولی: Turna Gölü) یک دریاچه در استان وان کشور ترکیه است.